# (17794) Kowalinski
(17794) Kowalinski (1998 FC60) – planetoida z pasa głównego asteroid okrążająca Słońce w ciągu 4,77 lat w średniej odległości 2,83 j.a. Odkryta 20 marca 1998 roku.